# Пожарова къща
Пожа̀ровата къ̀ща е възрожденска къща в Пазарджик в стил необарок от 1860 г. Тя е паметник на културата.
Представлява едноетажна представителна резиденция, построена от майстор архитект от брациговската школа. Във вътрешността ѝ около централен салон са подредени симетрично четири помещения. Две от тях са приемни стаи с фигуративни тавани, изработени от дъски и профилирани летви и две стаи за живеене – соба с художествено оформена зидана печка и кухня с огнище. Фасадата ѝ е украсена с декоративна многоцветна стеопис. Пропорциите на вътрешните пространства на фасадите са подчинени на т.нар. златно сечение.